# Saint-Amancet

Saint-Amancet este o comună în departamentul Tarn din sudul Franței. În 2009 avea o populație de 175 de locuitori.

## Evoluția populației
| An        | 1975 | 1982 | 1990 | 1999 | 2006 | 2009 |
| --------- | ---- | ---- | ---- | ---- | ---- | ---- |
| Populație | 151  | 133  | 131  | 157  | 168  | 175  |